# Igreja de Santa María (Bendones)

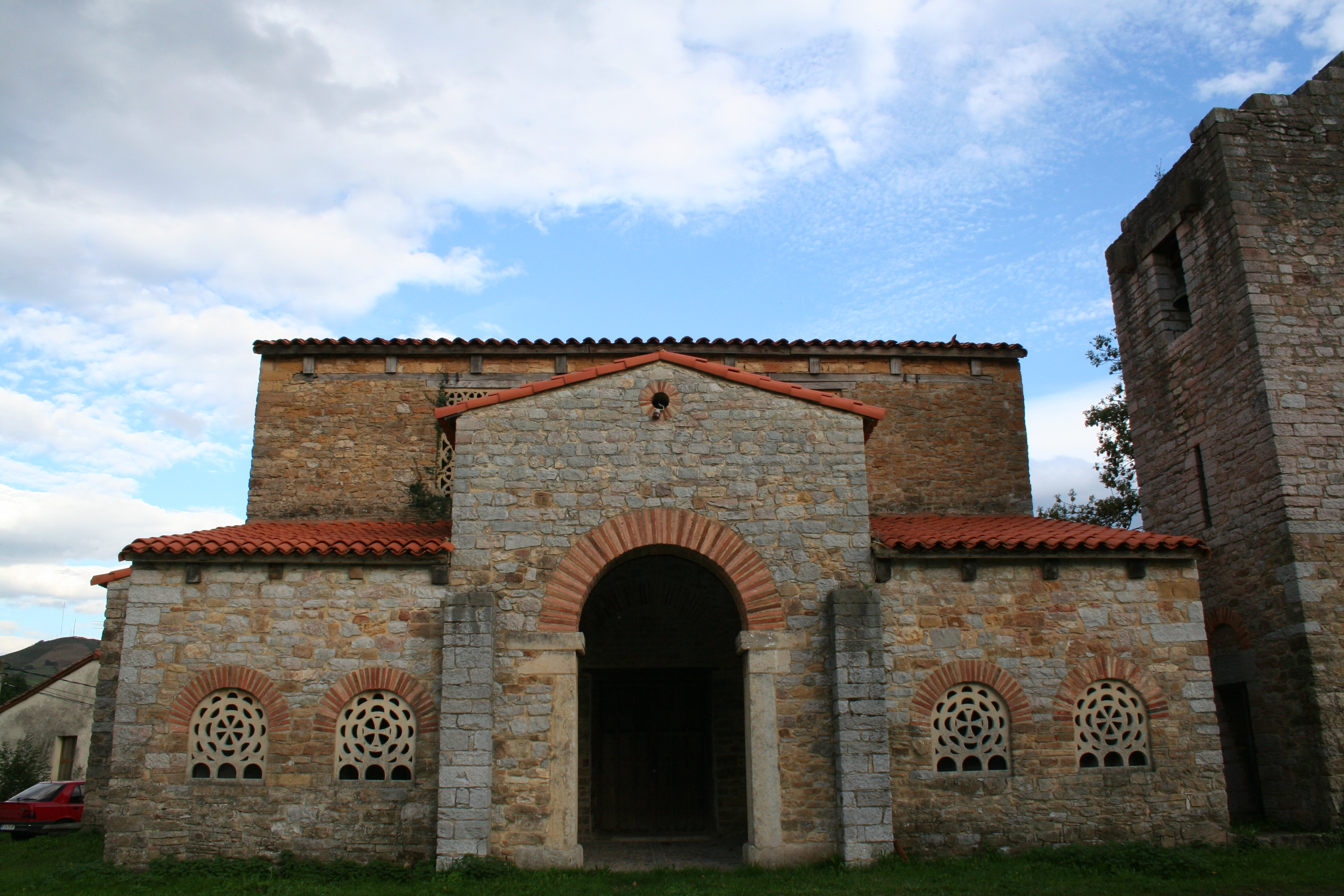
Entrada da Igreja

A Igreja de Santa María (43°20′N, 5°48′O) é um templo religioso situado no centro da aldeia Bendones, freguesia pertencente ao município de Oviedo, e por isso também chamada de Igreja de Santa María de Bendones, é um dos principais exemplos da arquitectura pré-românica asturiana. Foi construída durante o período de 792 a 842. Declarada monumento nacional em Dezembro de 1958.

## História
A sua construção não está bem definida no tempo, já que não se conserva nenhum documento no qual conste o ano exacto de construção da igreja, mas graças ao seu estilo podemos datar o edifício dentro da época do reinado de Afonso II das Astúrias, devido à grande semelhança com outra obra pré-românica do município de Oviedo, nomeadamente San Julián de los Prados. Durante o reinado de Afonso III das Astúrias é feito a primeira base documental sobre a igreja, que temos hoje conhecimento, nomeadamente, um documento de doação do templo por parte do monarca à Catedral de Oviedo.
Durante a Guerra Civil Espanhola sofreu graves danos que culminaram num incêndio no ano de 1936, como o qual a igreja foi parcialmente derrubada, permanecendo no esquecimento até 1954. Neste ano, Joaquín Manzanares, cronista oficial das Astúrias e director do Tabularium Artis Asturiensis (museu privado que ele próprio criou), descubriu as ruínas do edifício pré-românico e e empreendeu a restauração que levou quatro anos de trabalho, sob a direcção do arquitecto Luis Menéndez Pidal. Nesse mesmo ano, a sua valia é reconhecida com o reconhecimento do edifício como Monumento Nacional.

## Características

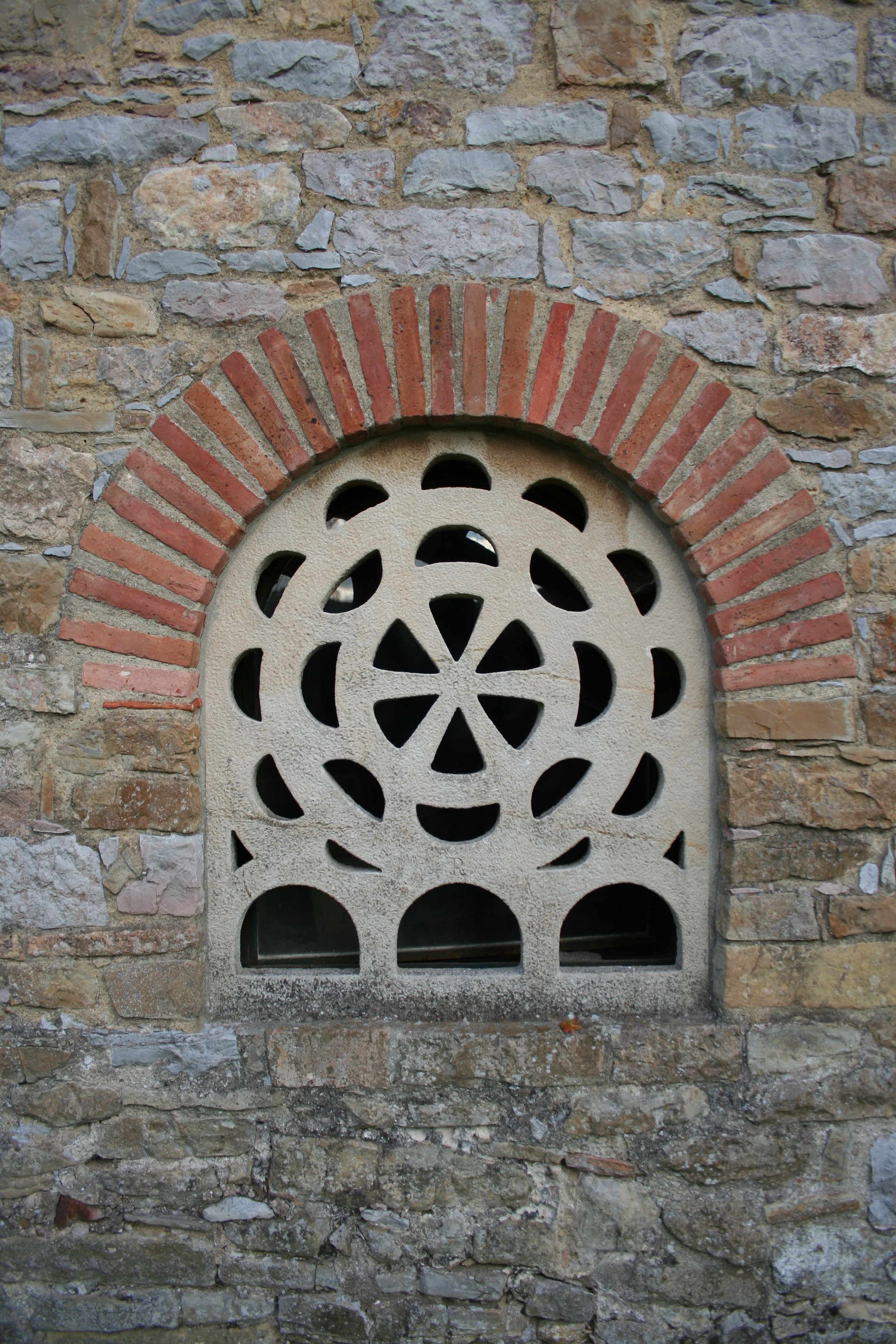
Arco de volta perfeita numa janela do edifício.

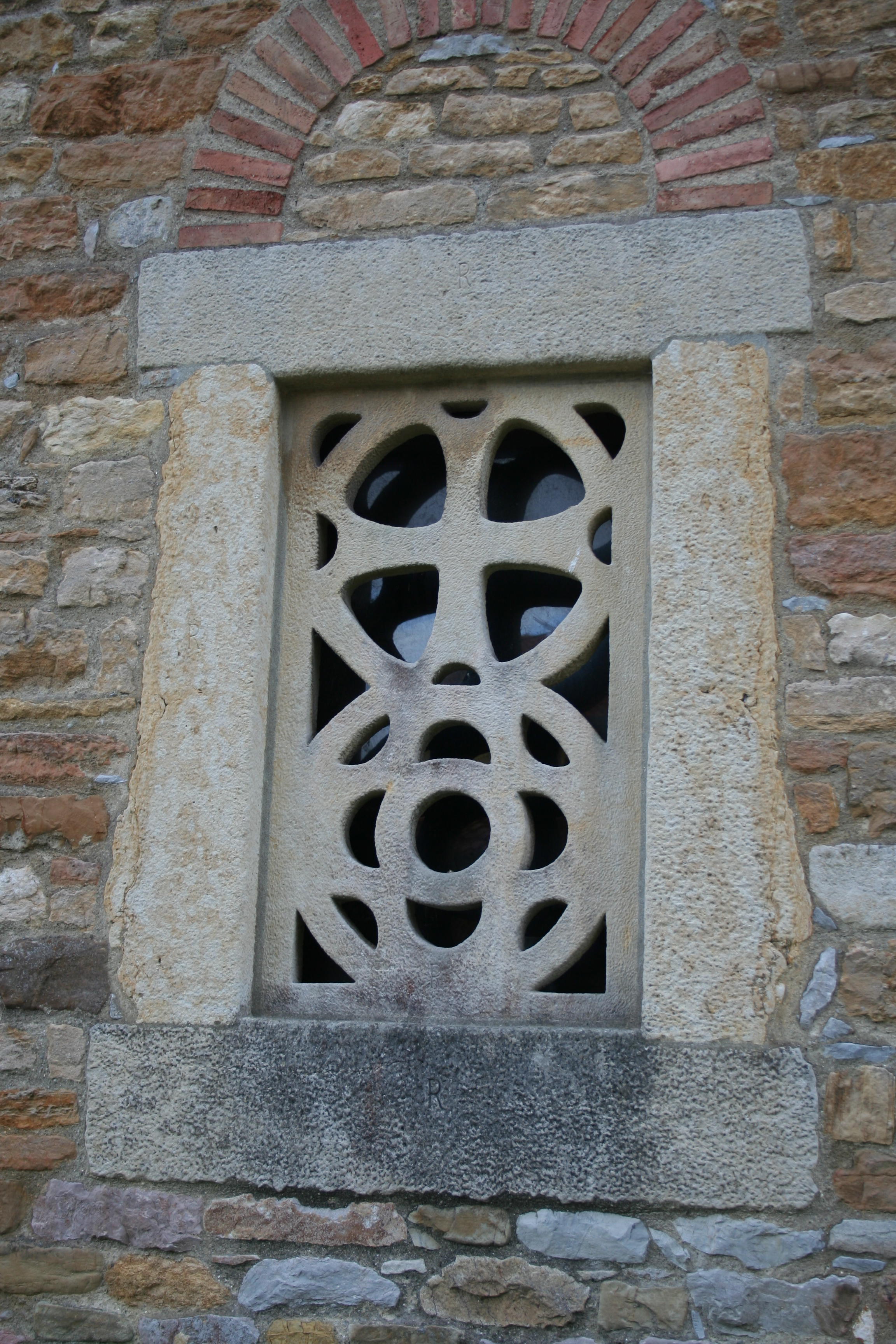
Detalhe de janela

Este templo pré-românico tem um claro parentesco com San Julián de los Prados. Tem uma plata rectangular, distribuída da seguinte forma:
- Pórtico, formado por um arco de volta perfeita, pilares e contrafortes, encimado no exterior por uma fresta circular.
- Nártex
- Nave, mais larga que comprida, ao contrário do hábito pre-românico, encabeçada por duas pequenas capelas rectangulares, menores em altura que a nave,
- Ábside e três e absidílos, com janelões.

Na capela sul encontra-se o altar original da igreja, que ainda mantém vestígios da decoração orignal. A cobertura é de madeira, excepto na ábside, rematada por uma abóbada de berço. Esteve decorada com murais, mas destes só se conservam pequenos vestígios sobre um arco, nos quais se podem ver uma espiga a sair de uma jarra amarela, contronados a preto.

## Bibliografía
- La pintura mural en el Reino de Asturias en los siglos IX y X. Oviedo, 1999. Editorial Trea S.L. ISBN 84-923608-1-X
- Rutas del prerrománico en Asturias. Madrid, 1999. Editorial Jaguar ISBN 84-8996-032-1
- Prerrománico Asturiano. El arte de la monarquía Asturiana. Gijón, 1999. Editorial Trea ISBN 84-9517-839-7
- A la búsqueda del prerrománico olvidado (2 Tomos). Gijón, 1999. Autor: Francisco Monge Calleja ISBN 84-9313-500-3
- Guía del prerómanico: Visigodo, Asturiano, Mozárabe. Madrid, 2005. Editorial: Anaya